# Efferia vertebrata
Efferia vertebrata este o specie de muște din genul Efferia, familia Asilidae. A fost descrisă pentru prima dată de Stanley Willard Bromley în anul 1940.
Este endemică în California. Conform Catalogue of Life specia Efferia vertebrata nu are subspecii cunoscute.